# Mondo
Mondo — це дебютний альбом гурту Electric Guest, виданий 2012-го року.

## Трек-лист
1. "Holes" - 2:45
2. "This Head I Hold" - 2:55
3. "Under the Gun" - 3:42
4. "Awake" - 5:00
5. "Amber" - 3:50
6. "The Bait" - 3:06
7. "Waves" - 3:06
8. "Troubleman" - 8:48
9. "American Daydream" - 2:48
10. "Control" - 2:18

| Японські бонус-треки | Японські бонус-треки | Японські бонус-треки |
| #                    | Назва                | Тривалість           |
| -------------------- | -------------------- | -------------------- |
| 11.                  | «Holiday»            | 3:08                 |
| 12.                  | «Jenny»              | 4:15                 |

## Сингли
- "American Daydream" (2012)
- "This Head I Hold" (2012)